# Cementerio nacional de San Antonio
El Cementerio nacional de San Antonio (en inglés: San Antonio National Cemetery) es un cementerio nacional de Estados Unidos en la ciudad de San Antonio en el Condado de Bexar, Texas. Abarca 3,7 acres (1,5 ha), y según datos de finales de 2005, había 3.163 sepulturas.
El Cementerio Nacional de San Antonio era una parte del cementerio de la ciudad, que fue traspasada al gobierno federal en 1867. Los primeros enterrados fueron soldados de la Unión de la guerra civil reenterrados del cementerio de la ciudad y los cementerios periféricos, más de 300 de los cuales son desconocidos.
El Cementerio Nacional de San Antonio fue incluido en el Registro Nacional de Lugares Históricos en 1999.